# Црква Светог апостола Филипа у Бистару
Црква Светог апостола Филипа у Бистару једна је од 37 цркава Епархије врањске, која организационо припада Архијерејском намесништву босилеградском, а територијално и административно општини Босилеград са 25 села, и Пчињском округу.
Првобитна црква, која је више пута девастирана и обнављана, највероватније је изграђена 1875. или 1872. године по другим изворима. Најзначајније окупљање верника у цркви је на дане Светог апостола Филипа храмовне и сеоске заветне славе (27. новембар) и Светог пророка Илије.

## Положај
Црква се налази у Бистару, селу разбијеног - махалског типа, у котлини, јужно од Босилеграда поред Јарешничка реке, на благо уздигнутом и оцедном терену, у који је једним делом црквена грађевина и укопана. Удаљена је од Београда 400 km, Ниша 170 km и Софије 132 km.
Микролакација цркве у селу Бистар је „Село махала”, коју окружује још десет Бистарских махала; Рупе, Тошини, Кошарска махала, Цепаница, Градиште, Бели брег, Трновци, Стојовци, Танки рид.
- Северна географска ширина: 42° 22' 31,58”
- Источна географска дужина: 22° 26' 23,17”
- Надморска висина црквене порте: 865 m

## Стање заштите
Од оснивања црква је више пута обнављана. Задњи пут то је учињено 1999. године, уз благослов епископа Врањског господина Пахомија и новчану помоћ владе Републике Србије, тако да је стање њене заштите задовољавајуће.

## Архитектура
Црква апостола Филипа грађевина је једноставна грађевина једнобродне основе, делом укопана у околни терен који је под нагибом. Без припрате је, са кровом препокривеним црепом на две воде и металним крстом на предњем делу калкана.
У цркву се улази са западне стране кроз асиметрично постављена врата, због конфигурације терена. Светлост улази у наос кроз прозоре са јужне и источне стране цркве.
Фрескодекорација
Иконостас је највероватније настао када и црква око 1880. године. На њему се могу препознати иконе које су дело руку двојице иконописаца. Храм има 33 иконе и 8 целивајућих.
Звоник
Северозападно од цркве, уз саму ограду црквене порте, налази се звоник, који је шестоугаугаоног облика, дрвене конструкције са бело окречених зидова, темељима од притесаног камена и куполом на врху пресвученом поцинкованим лимом.
Испод куполе је црквено звоно из 1937. године са натписом на њему:
| „ | Народ и војска цркви Бистарској иницијативом свештеника А. Трајковића и капетана Б. Ковачевића 1937. Ливница звона Живко Р. Бурић, Јагодина | ” |

Мобилијар и богослужбени предмети
Мобилијар цркве чине; певница, архијерејски трон и проскинитар. Црква поседује своје црквене сасуде и богослужбене књиге.